# Pics de Sindou

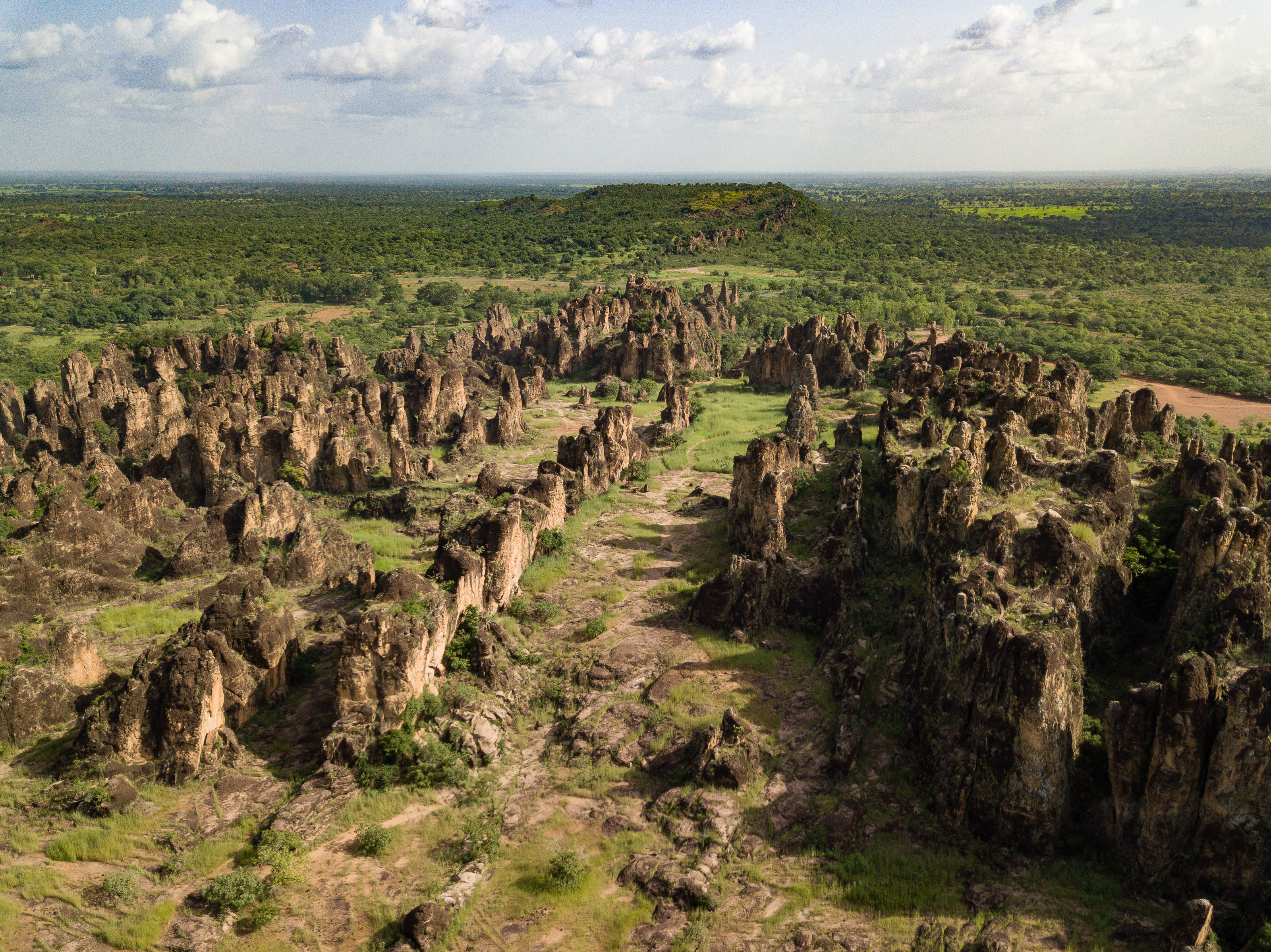
Luft-Süd-Süd-West-Blick auf die Pics de Sindou, eine Sandsteinformation im südwestlichen Burkina Faso.

Die Pics de Sindou oder Aiguilles de Sindou sind eine Gruppe steilwandiger und stark erodierter Sandsteinfelsen im Südwesten Burkina Fasos. Ihr höchster Punkt erreicht 415 m. ü. M.
Die Felsengruppe befindet sich bei dem Ort Sindou und etwa 40 Kilometer westlich der Stadt Banfora in der Provinz Léraba. In den Traditionen der Senoufo gelten sie als ein Ort des Schutzes vor Gefahren und als Platz ihrer Mystik. Sie sind zudem eine der beliebtesten Touristenattraktionen des Landes. Die Vielfalt an Lebensräumen in ihrem Areal macht sie bedeutend für die biologische Vielfalt der Region.

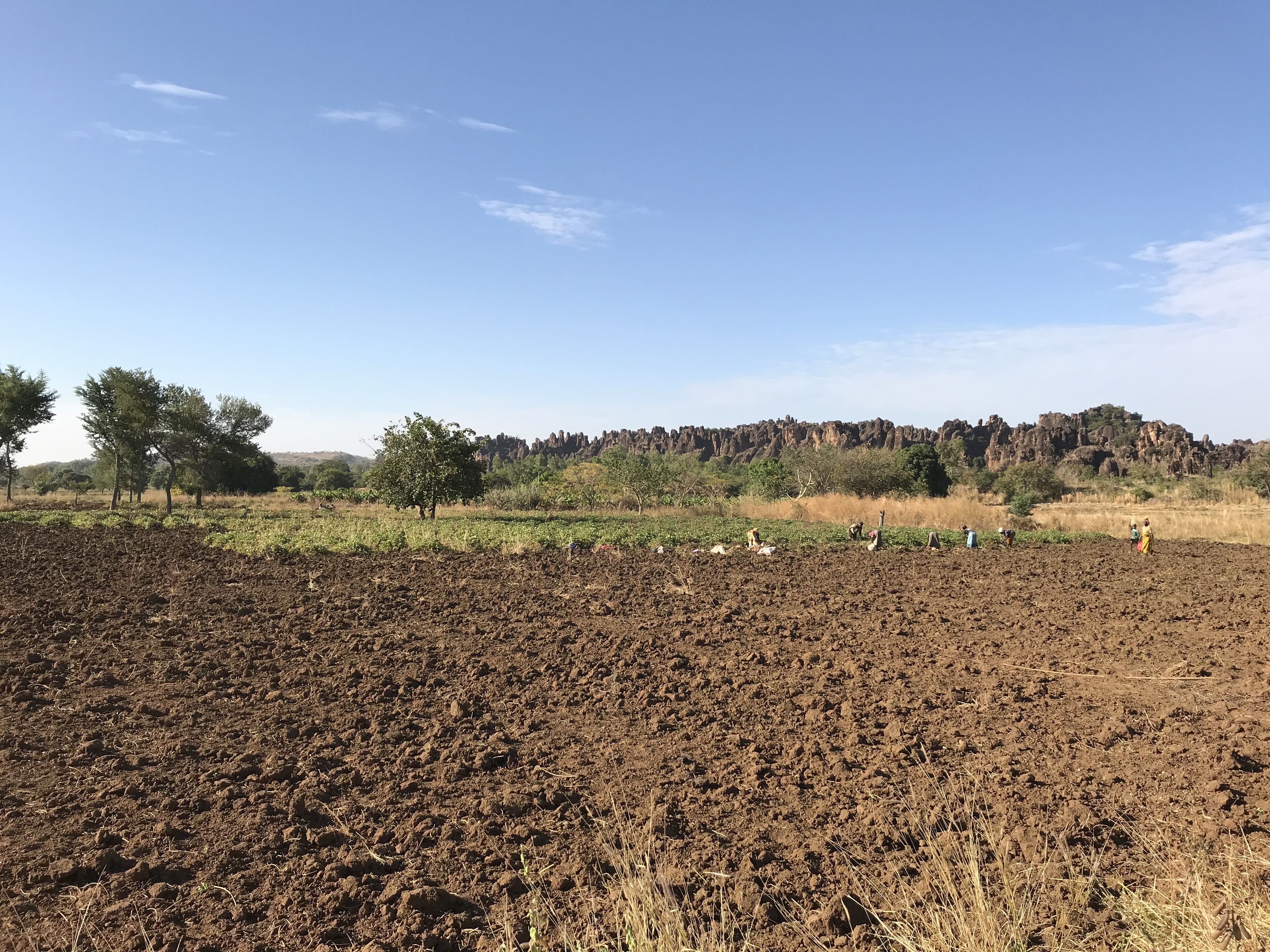
Pics de Sindou im Hintergrund
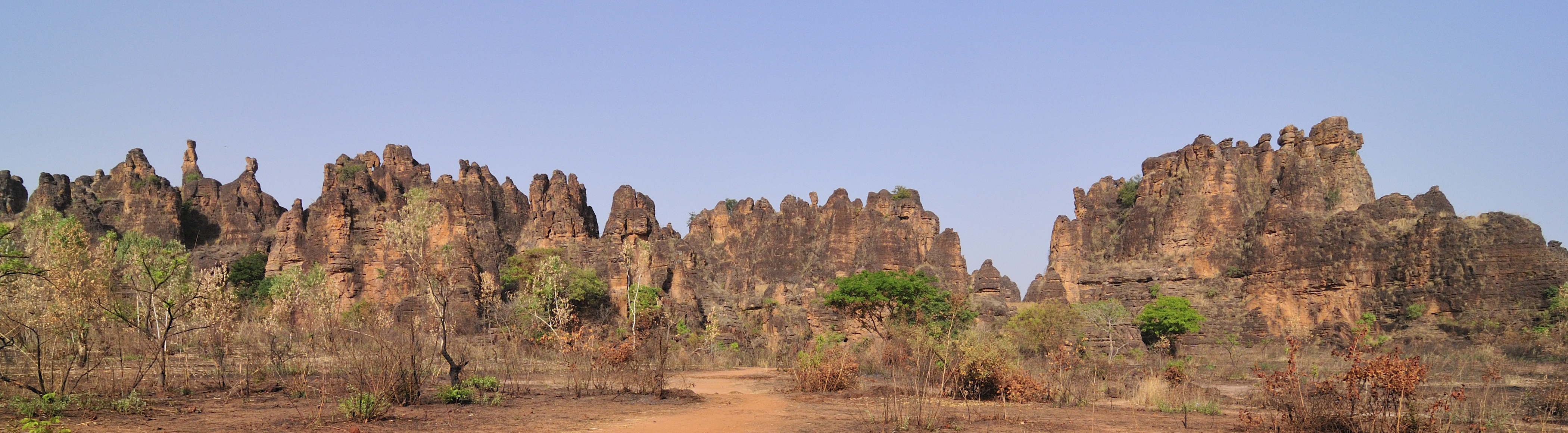
Blick auf die Pics de Sindou von der Straße aus
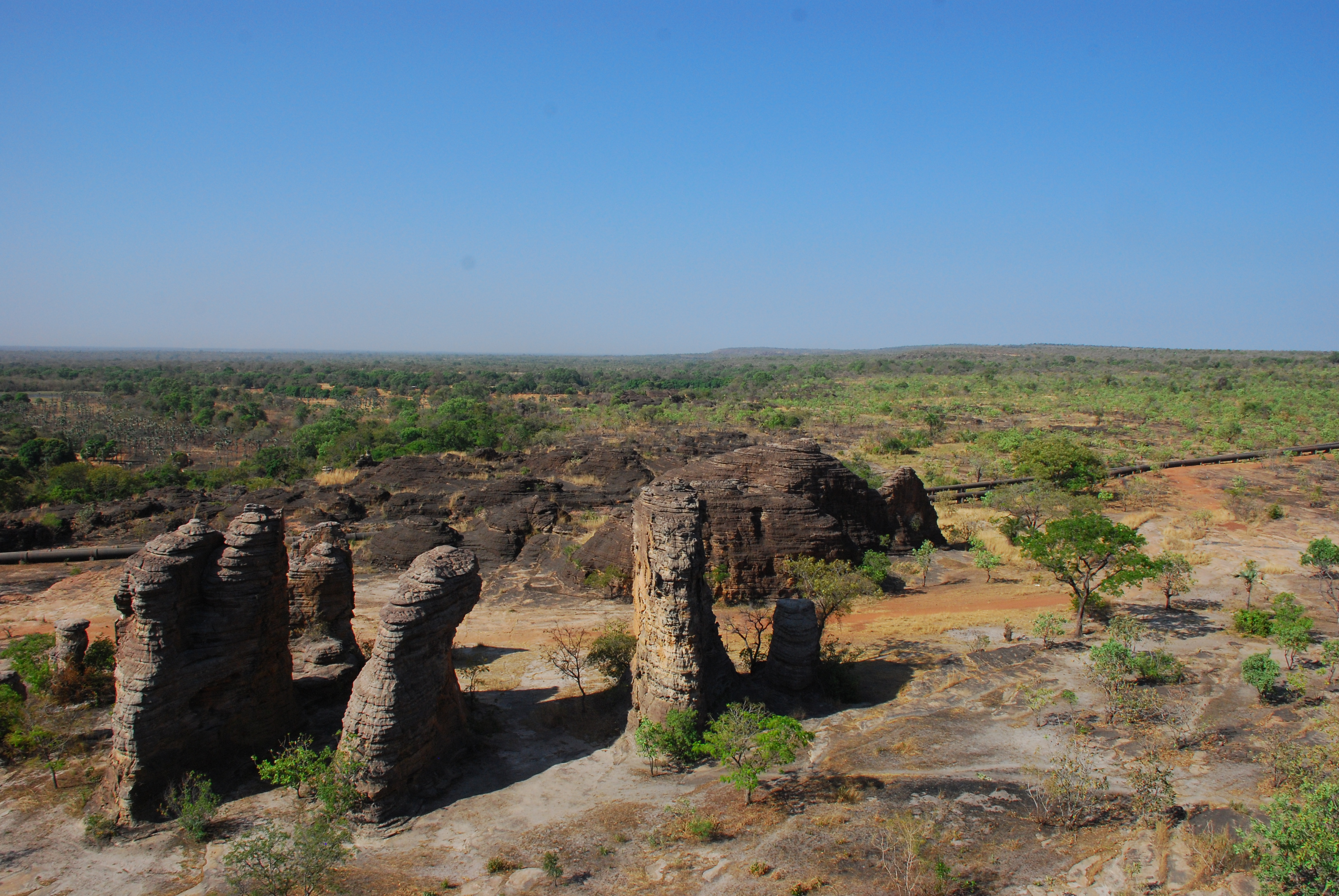
Turm- und Domstrukturen in den Pics de Sindou